# Моноэтиловый эфир диэтиленгликоля
Диэтиленгликоля моноэтиловый эфир (этилкарбитол, карбитол).

## Описание
Получается взаимодействием окиси этилена с этанолом.

## Применение
- Растворитель нитратов целлюлозы, природных и синтетических смол, растительных масел
- Протрава для дерева
- Текстильно-вспомогательное вещество
- Компонент тормозных жидкостей, антифризов, абсорбентов для осушки газов
- Бактерицидное вещество
- Растворитель в парфюмерии
- Наполнитель (рабочее тело) в уличных термометрах[3]